# Centro archeologico di Hitzacker
Il Centro archeologico di Hitzacker (tedesco Archäologisches Zentrum Hitzacker) è un museo archeologico all'aperto a Hitzacker, nello stato tedesco della Bassa Sassonia. Il nucleo tematico del museo è la presentazione di insediamenti dell'Età del bronzo.
Il museo ha tre case ricostruite a una sola stanza (Wohnstallhäuser) o case lunghe (Langhäuser), che combinano le stalle per il bestiame e gli alloggi abitabili sotto un unico tetto, una capanna di sepoltura (Totenhütte) e una casa a fossa (Grubenhaus), come sarebbero apparse in base ai ritrovamenti archeologici locali. Le case lunghe sono state ulteriormente arricchite con vari oggetti domestici e artigianali di uso quotidiano. Una delle case lunghe contiene un'esposizione degli aspetti importanti della vita dell'Età del bronzo di circa 3.000 anni fa. Il museo offre ai visitatori una diversa gamma di attività storiche come la colata del bronzo, la cottura in forno del pane, Feuerschlagen, filatura e tessitura nonché attività moderne nelle quali partecipare e mettersi alla prova.
Nel 1969 furono fatte le prime scoperte archeologiche di frammenti di ceramica e di piante di edifici durante alcuni lavori di costruzione presso il Lago di Hitzacker (Hitzacker See). Solo nel 1987 furono pianificati scavi archeologici condotti sull'area, perché l'espansione del lago o lo sviluppo di una strada federale mettevano in pericolo i monumenti culturali. Nel 1990 fu fondato il Centro archeologico Hitzacker grazie all'importanza di queste scoperte. Il museo è sponsorizzato dalla Società archeologica del distretto di Lüchow-Dannenber (Kreisarchäologie Lüchow-Dannenberg) e dalla Società per il Centro archeologico di Hitzacker (Förderverein Archäologisches Zentrum Hitzacker e.V.).
Il museo all'aperto è un luogo riconosciuto dal comune di Hitzacker per le pubblicazioni di matrimonio, che sono accompagnate da un programma di sostegno al museo.